# Suchov
Suchov (deutsch Suchow, älter auch Gaumpsdorf) ist eine Gemeinde in Tschechien. Sie liegt 15 Kilometer südöstlich von Veselí nad Moravou und gehört zum Okres Hodonín.

## Geographie
Suchov befindet sich im Landschaftsschutzgebiet Bílé Karpaty in den Weißen Karpaten. Das Straßendorf erstreckt sich am Oberlauf des Baches Suchovský potok. Nördlich erhebt sich die Jasenová (409 m), im Nordosten der Stráž (401 m) und der Kolo (490 m), östlich die Lipinka (504 m) und der Suchovský Šumárník (477 m), im Südwesten der Háj (573 m) und nordwestlich die Draha (374 m).
Nachbarorte sind Babí Hora und Boršice u Blatnice im Norden, Slavkov und Horní Němčí im Nordosten, Drahy und Strání im Osten, Uherskohradišťské Vápenky, Fojtické Mlýny, Podširocké Mlýny, Čerešnické Mlýny, Hryzlácké Mlýny, Zámečnické Mlýny, Suchovské Mlýny und Trnovský Mlýn im Südosten, Pod Kozimelkou, Petruchovy Mlýny und Kománkův Mlýn im Süden, Javorník und Velká im Südwesten, Horákův Mlýn, Žilkův Mlýn und Louka im Westen sowie Blatnice pod Svatým Antonínkem und Blatnička im Nordwesten.

## Geschichte

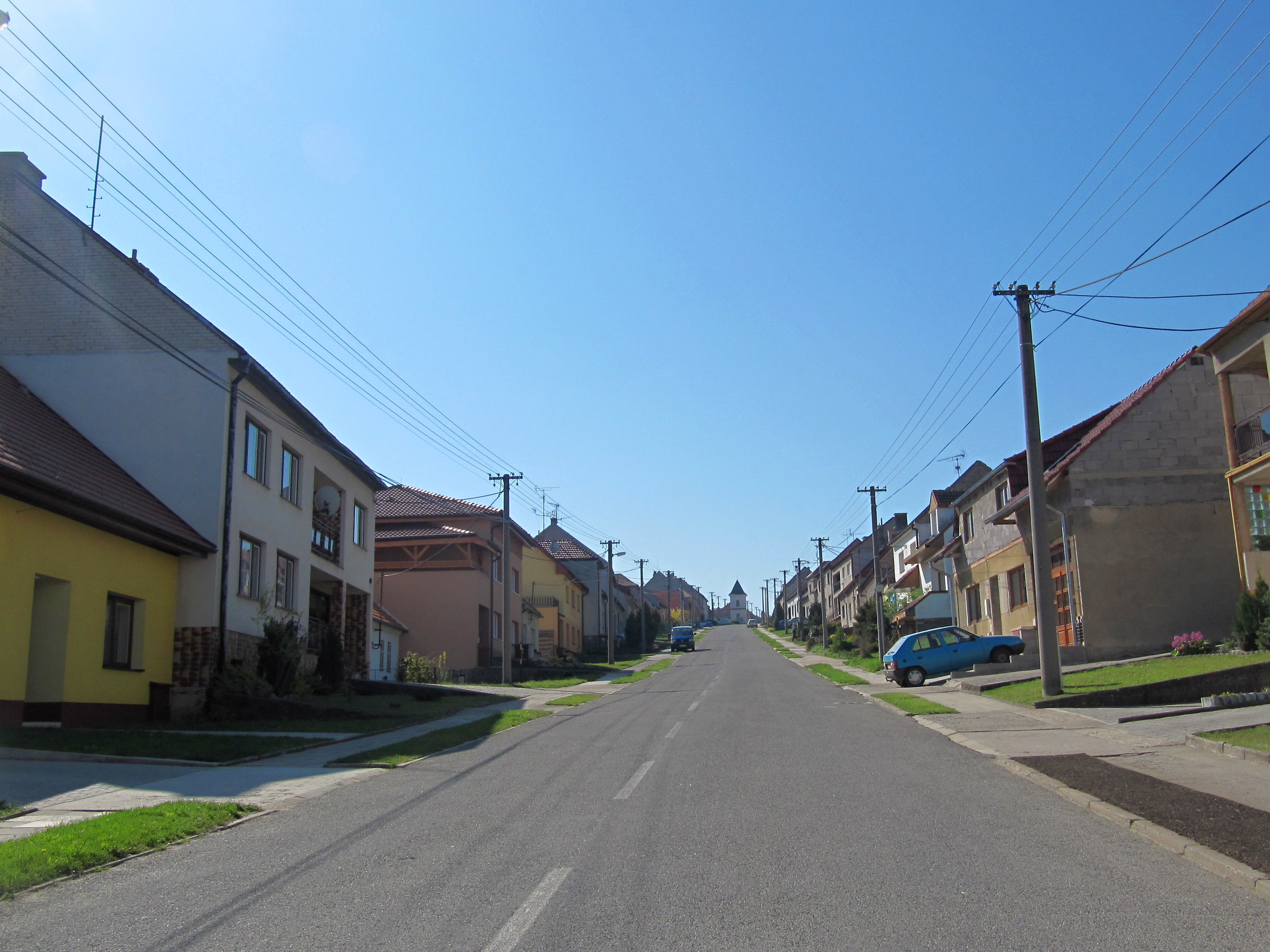
Hauptstraße des Ortes

Suchov wurde in der Mitte des 13. Jahrhunderts während der deutschen Kolonisation gegründet und unter dem Ortsnamen Gaumpsdorf im Jahre 1354 erstmals erwähnt. Im 14. Jahrhundert gehörte Suché Němcí zur Burg Gansberg. Während der Hussitenkriege erwarb Peter Strážnický von Krawarn die Burg und schloss die Güter an seine Herrschaft Strážnice an. 1439 verpfändete er die Gansberger Güter an Drslav von Náklo und dessen Frau Elisabeth von Roštín. Nach dem Tode Georg Strážnickýs von Krawarn erbte 1466 dessen Tochter Elisabeth und ihr Mann Perchtold von Leipa auf Mährisch Kromau. Nachdem dieser 1482 verstorben war, heiratete Elisabeth 1483 in zweiter Ehe Peter IV. von Rosenberg. Drei Jahre später verpfändeten Peter und Wok II. von Rosenberg die Herrschaft Strážnice mit allem Zubehör, darunter die öde Burg Kansberg und das Dorf Suchov, für 30.000 Dukaten erblich an Johann d. Ä. von Zierotin auf Fulnek. Da die Kansberger Güter noch von den Vorbesitzern für 10.000 Dukaten an Čeněk Drslav von Náklo verpfändet waren, verpflichteten sich die Brüder von Rosenberg, die Burg mit dem Dorf Suchow und den Anteilen von Horní Němčí und Dolní Němčí einzulösen und an Johann von Zierotin zu übergeben. Nach dem Tode von Elisabeth von Krawarn († 1500) traten die Rosenberger die Herrschaft Strážnice im Jahre 1501 förmlich an Johann von Zierotins Witwe Machna und dessen Söhne Johann, Bartholomäus, Georg und Viktorin ab. Nachdem Johann Dietrich d. J. von Zierotin 1620 verstorben war, wurde die Herrschaft für 200.000 Rheinische Gulden an Franz von Magnis verkauft, der im gleichen Jahre zum Grafen von Straßnitz erhoben wurde. 1702 verkaufte der überschuldete Anton Graf von Magnis die Allodherrschaft Strážnice meistbietend für 339.000 Rheinische Gulden an Dominik Andreas I. von Kaunitz. Dessen Sohn Maximilian Ulrich veräußerte sie 1716 zum gleichen Preis wieder an den Kurator des schwachsinnigen Joseph Anton von Magnis. Im Jahre 1790 bestand Suchov aus 114 Häusern und hatte 622 Einwohner. Bis zur Mitte des 19. Jahrhunderts blieb Suchov immer den Grafen von Magnis auf Strážnice untertänig.
Nach der Ablösung der Patrimonialherrschaften bildete Suchov/Suchow ab 1850 eine Gemeinde in der Bezirkshauptmannschaft Göding und dem Gerichtsbezirk Strážnice. 1882 entstand in Suchov die Künstlergesellschaft Súchovská republika um den Maler Joža Uprka, die sich im Haus des Lehrers Matúš Béna traf. 1890 wurde die Gemeinde dem Bezirk Hradisch zugeordnet. Zwischen 1949 und 1960 gehörte Suchov zum Okres Veselí nad Moravou und kam nach dessen Auflösung zum Okres Hodonín hinzu.

## Gemeindegliederung
Für die Gemeinde Suchov sind keine Ortsteile ausgewiesen. Zu Suchov gehören die Ansiedlungen Podhajské Mlýny, Suchovské Mlýny, Trnovský Mlýn und Zámečníkovy Mlýny.

## Sehenswürdigkeiten
- Kapelle des hl. Lukas, geweiht 2006 durch den Olmützer Weihbischof Josef Hrdlička
- Wassermühle Podhajský mlýn
- Landschaftsschutzgebiet CHKO Bílé Karpaty
- Naturschutzgebiete Búrová und Zahrady pod Hájem, südwestlich des Dorfes
- Kapelle mit geschützter Linde
- wüste Burg Kanšperk (Gansberg), südlich des Dorfes